# Dominikanische Volleyballnationalmannschaft der Männer
Die dominikanische Volleyballnationalmannschaft der Männer ist eine Auswahl der besten dominikanischen Spieler, die die Federación Dominicana de Voleibol bei internationalen Turnieren und Länderspielen repräsentiert.

## Geschichte

### Weltmeisterschaft
Bei der bislang einzigen Teilnahme an einer Volleyball-Weltmeisterschaft belegte die Dominikanische Republik 1974 den 22. Platz.

### Olympische Spiele
Die Dominikanische Republik konnte sich noch nie für Olympische Spiele qualifizieren.

### NORCECA-Meisterschaft
Nachdem sie 1973 den sechsten Rang belegt hatten, waren die Dominikaner 1977 Gastgeber der NORCECA-Meisterschaft und wurden Siebter. Zwei Jahre später steigerten sie sich auf den vierten Platz. Danach wurden sie viermal Sechster und zweimal Vierter, wobei das Turnier 1985 wieder im eigenen Land stattfand. 1997 belegten die Dominikaner den siebten Platz. 2001 und 2005 waren sie erneut Vierter, 2007 Fünfter.

### World Cup
Die Dominikanische Republik hat noch nie im World Cup mitgespielt.

### Weltliga
Auch die Weltliga fand bisher ohne dominikanische Beteiligung statt.